# Hooge (Alemanha)

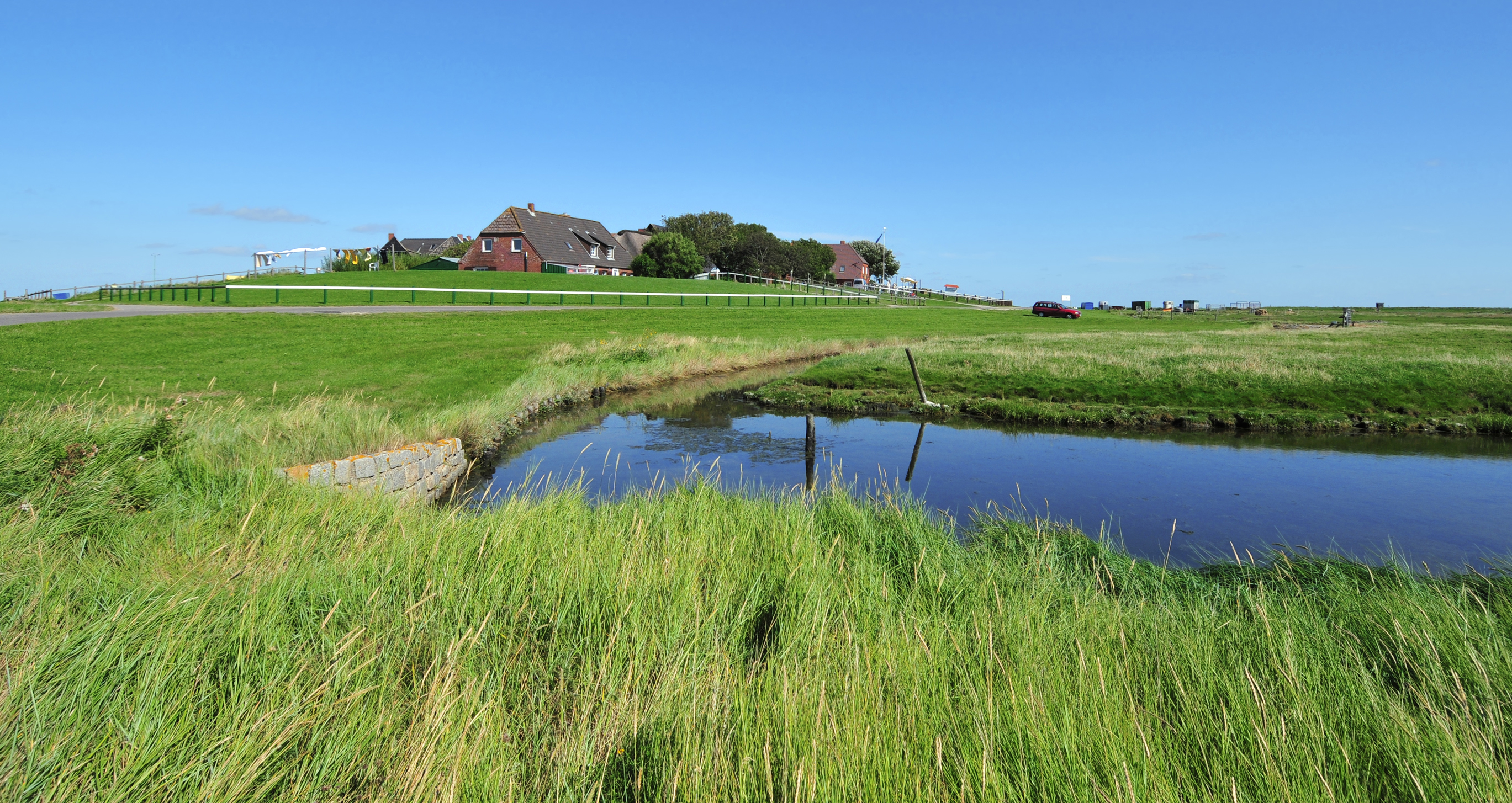
Backenswarft de Hooge

Hooge é um município da Alemanha, localizado no distrito de Nordfriesland, estado de Schleswig-Holstein.